# Saison 1970 de la NFL
Navigation
Édition précédente Édition suivante
La saison 1970 de la NFL est la 51e saison de la National Football League. Elle voit le sacre des Colts de Baltimore à l'occasion du Super Bowl V.
Avec la fusion de la NFL et de l'AFL, les Browns de Cleveland, les Steelers de Pittsburgh et les Colts de Baltimore sont reversés dans la même conférence que les anciennes équipes AFL.
Première édition du Monday Night Football sur la chaîne de télévision ABC le 21 septembre 1970 avec un match opposant les Cleveland Browns aux New York Jets. Depuis lors, le « match du lundi » est une institution.

## Classement général
| Qualifié en play-offs |

| AFC Est                |      |      |      |        |          |            |
| Franchise              | Vic. | Déf. | Nuls | % vic. | Pts pour | Pts contre |
| Colts de Baltimore     | 11   | 2    | 1    | .846   | 321      | 234        |
| Dolphins de Miami      | 10   | 4    | 0    | .714   | 297      | 228        |
| Jets de New York       | 4    | 10   | 0    | .286   | 255      | 286        |
| Bills de Buffalo       | 3    | 10   | 1    | .231   | 204      | 337        |
| Patriots de Boston     | 2    | 12   | 0    | .143   | 149      | 361        |
| AFC Central            |      |      |      |        |          |            |
| Franchise              | Vic. | Déf. | Nuls | % vic. | Pts pour | Pts contre |
| Bengals de Cincinnati  | 8    | 6    | 0    | .571   | 312      | 255        |
| Browns de Cleveland    | 7    | 7    | 0    | .500   | 286      | 265        |
| Steelers de Pittsburgh | 5    | 9    | 0    | .357   | 210      | 272        |
| Oilers de Houston      | 3    | 10   | 1    | .231   | 217      | 352        |
| AFC Ouest              |      |      |      |        |          |            |
| Franchise              | Vic. | Déf. | Nuls | % vic. | Pts pour | Pts contre |
| Oakland Raiders        | 8    | 4    | 2    | .667   | 300      | 293        |
| Chiefs de Kansas City  | 7    | 5    | 2    | .583   | 272      | 244        |
| Chargers de San Diego  | 5    | 6    | 3    | .455   | 282      | 278        |
| Broncos de Denver      | 5    | 8    | 1    | .385   | 253      | 264        |

| NFC Est                       |      |      |      |        |          |            |
| Franchise                     | Vic. | Déf. | Nuls | % vic. | Pts pour | Pts contre |
| Cowboys de Dallas             | 10   | 4    | 0    | .714   | 299      | 221        |
| Giants de New York            | 9    | 5    | 0    | .643   | 301      | 270        |
| Cardinals de Saint-Louis      | 8    | 5    | 1    | .615   | 325      | 228        |
| Redskins de Washington        | 6    | 8    | 0    | .429   | 297      | 314        |
| Eagles de Philadelphie        | 3    | 10   | 1    | .231   | 241      | 332        |
| NFC Central                   |      |      |      |        |          |            |
| Franchise                     | Vic. | Déf. | Nuls | % vic. | Pts pour | Pts contre |
| Vikings du Minnesota          | 12   | 2    | 0    | .857   | 335      | 143        |
| Lions de Détroit              | 10   | 4    | 0    | .714   | 347      | 202        |
| Packers de Green Bay          | 6    | 8    | 0    | .429   | 196      | 293        |
| Bears de Chicago              | 6    | 8    | 0    | .429   | 256      | 261        |
| NFC Ouest                     |      |      |      |        |          |            |
| Franchise                     | Vic. | Déf. | Nuls | % vic. | Pts pour | Pts contre |
| 49ers de San Francisco        | 10   | 3    | 1    | .769   | 352      | 267        |
| Rams de Los Angeles           | 9    | 4    | 1    | .692   | 325      | 202        |
| Falcons d'Atlanta             | 4    | 8    | 2    | .333   | 206      | 261        |
| Saints de la Nouvelle-Orléans | 2    | 11   | 1    | .154   | 172      | 347        |

- Green Bay termine devant Chicago en NFC Central en raison de ses meilleurs résultats face aux autres membres de cette division (2-4 à 1-5).

## Play-offs
Les équipes évoluant à domicile sont nommées en premier. Les vainqueurs sont en gras

### AFC
- Premier tour : 
  - 26 décembre 1970 : Baltimore 17-0 Cincinnati
  - 27 décembre 1970 : Oakland 21-14 Miami
- Finale AFC : 
  - 3 janvier 1971 : Baltimore 27-17 Oakland

### NFC
- Premier tour : 
  - 26 décembre 1970 : Dallas 5-0 Detroit
  - 27 décembre 1970 : Minnesota 14-17 San Francisco
- Finale NFC : 
  - 3 janvier 1971 : Dallas 17-10 San Francisco

### Super Bowl V
- 17 janvier 1971 : Baltimore (AFC) 16-13 Dallas (NFC), à l'Orange Bowl de Miami